# 代田聯絡線
代田聯絡線（日语：／ Daita renrakusen */?）是曾經連結小田急電鐵小田原線世田谷中原站（現・世田谷代田站）與京王帝都電鐵（現・京王電鐵）井之頭線代田二丁目站（現・新代田站）之間的鐵道路線。全區段皆建設在東京都世田谷區代田中。

## 路線資料
- 路線長度（營業距離）：644m
- 軌距：1067mm
- 車站數：2站
- 複線鐵路區段：無（全線單線）
- 電氣化鐵路區段：全線（直流1500V）

## 歷史
1945年（昭和20年）5月25日的東京大空襲（山手大空襲）中，東京急行電鐵井之頭線（現今京王井之頭線）上，位於永福町站的永福町檢車段蒙受災害，除了由站員使用人力移進澀谷與神泉間隧道內避難的2輛列車之外，井之頭線中大半的車輛皆被燒毀。由於井之頭線未與任何其他的鐵路路線連結，造成補充車輛極為困難。因此選擇了軌距相同（1067mm）的東急小田原線（現・小田急小田原線）世田谷中原（現・世田谷代田）站，建設代田聯絡線連結東急井之頭線代田二丁目（現・新代田）站，並藉此線由其他線借入車輛、移出毀損車輛、移入新車、借入車輛的返還等作業。
災後，於同年6月初旬開始，被派遣並負責修復東京急行電鐵全線的津田沼鐵道連隊工兵群開始著手修復工程，完成長644m的代田連絡線並於6月23日開通運作。當時代田連絡線兩端的車站，皆因預防戰爭引起的火災延燒，強制徵收拆除距離車站50m以內的民宅，也間接地確保了一定的空間，讓後來增設的連絡線工程順暢。當時物資缺乏關係，該線使用了30kg的舊車軸作為枕木使用，鐵連式枕木製作橋樑、架線材質以軟鐵代替銅等措施，更添增該線應急之用的濃厚色彩。設置完成初期因尚未能夠通電之故，首匹補充車輛使用人力由小田原線推送至井之頭線。
當時井之頭線最早投入的新車車輛由經堂工場進行整備，並輸送至井之頭線營運。
於1948年（昭和23年）6月1日東京急行電鐵（通稱・大東急）解體，並因此分割獨立出小田急電鐵、京王帝都電鐵（現・京王電鐵）、京濱急行電鐵，代田連絡線也被劃為京王帝都電鐵的路線。在這之後仍繼續使用於受災車輛的運出更新、新車移入等作業。由於該線用地是戰時中強制徵收而來之故，原土地擁有者提出了返還要求，以及橋梁、軟鐵架線的老朽化等顯著因素，再者，毀損車輛的更新作業完成，新車輛的引進也改由陸送方式進行等等，綜合以上原因後，該線的存在意義以不復存在，最後於1952年（昭和27年）停止使用，包含軌道、架線等全部設備至翌年為止皆遭裁撤。
- 1945年（昭和20年）6月23日 代田連絡線世田谷中原（現・世田谷代田） - 代田二丁目（現・新代田）區間開始營運。
- 1946年（昭和21年）8月20日 世田谷中原站改名世田谷代田站。
- 1948年（昭和23年）6月1日 東京急行電鐵（通稱・大東急）解體，被納為京王帝都電鐵（現・京王電鐵）之路線。
- 1952年（昭和27年） 停止使用。
- 1953年（昭和28年）10月 軌道、架線等全部設備拆撤。

## 概要
基於前述之理由，代田連絡線並未使用於載客服務。在被東京大空襲毀壞的周邊地區，僅以井之頭線車輛的搬運為目的而緊急舖設的貨物線（連絡線）。其後，地區的復興之故增建了許多新住宅，即使如此當時仍可以看到部分的田野留存。

### 車站一覧、連接路線
| 啟用時的站名 | 現今使用站名!!連接路線名     | 現今路線名     |
| ------------ | ---------------------------- | -------------- |
| 世田谷中原站 | 世田谷代田站\|\|東急小田原線 | 小田急小田原線 |
| 代田二丁目站 | 新代田站\|\|東急井之頭線     | 京王井之頭線   |

## 廢線後

### 廢線遺跡
廢線後，仍有鐵道分歧的部份被保留了一段時間。但是住宅區的發展，聯絡線原址因開發而無任何遺跡留存下來，目前於小田急小田原線世田谷代田站上行線月台裡側仍有一部廢線遺跡殘留。而此遺跡也將隨著小田原線的四線鐵路工程被消除。

### 路線資料
由於戰時中緊急舖設、使用，戰後沒多久便被拆除，所有地圖、地形圖等代田連絡線的相關資料幾乎都未被留存。唯一殘留的資料於東京都的都市計畫圖等内部資料內，尚有代田連絡線資訊，而其他官方資料都未留存至今。
該聯絡線的官方資料已難以考究，但由戰時美軍的航拍中仍可見到當時的代田聯絡線。
- 航拍（日本國土地理院：國土變遷檔案 航拍閱覽系統） 地區：東京西南部，攝影機關：美軍 撮影日:1947-09-08[永久]

## 關連項目
- 小田急小田原線
- 京王井之頭線